# Mordechai Ofer
Pour les articles homonymes, voir Ofer.
Mordechai Ofer (en hébreu : מרדכי עופר) est un homme politique israélien, né le 20 février 1924 à Cracovie (Pologne) et mort le 1er septembre 1971. Il siège à la Knesset pour l'Alignement et le Parti travailliste de 1965 jusqu'à son décès en 1971.

## Biographie
Ofer naît à Cracovie en 1924. Il fait son aliyah en Palestine mandataire l'année suivante. Il rejoint les forces de la Police juive, puis il sert au sein des Forces de défense d'Israël lors de la guerre israélo-arabe de 1948-1949.
Après sa démobilisation au grade de lieutenant-colonel en 1950, Ofer travaille pour la coopérative d'autobus Egged. Il rejoint son conseil coopératif puis est directeur financier de l'entreprise de 1961 à sa mort.
En 1965, il est élu à la Knesset sur la liste de l'Alignement. Il est réélu en 1969, mais il meurt en fonction le 1er septembre 1971, à l'âge de 47 ans. Il est remplacé par Moshe Shahal (en).